# Alter Friedhof Huttrop

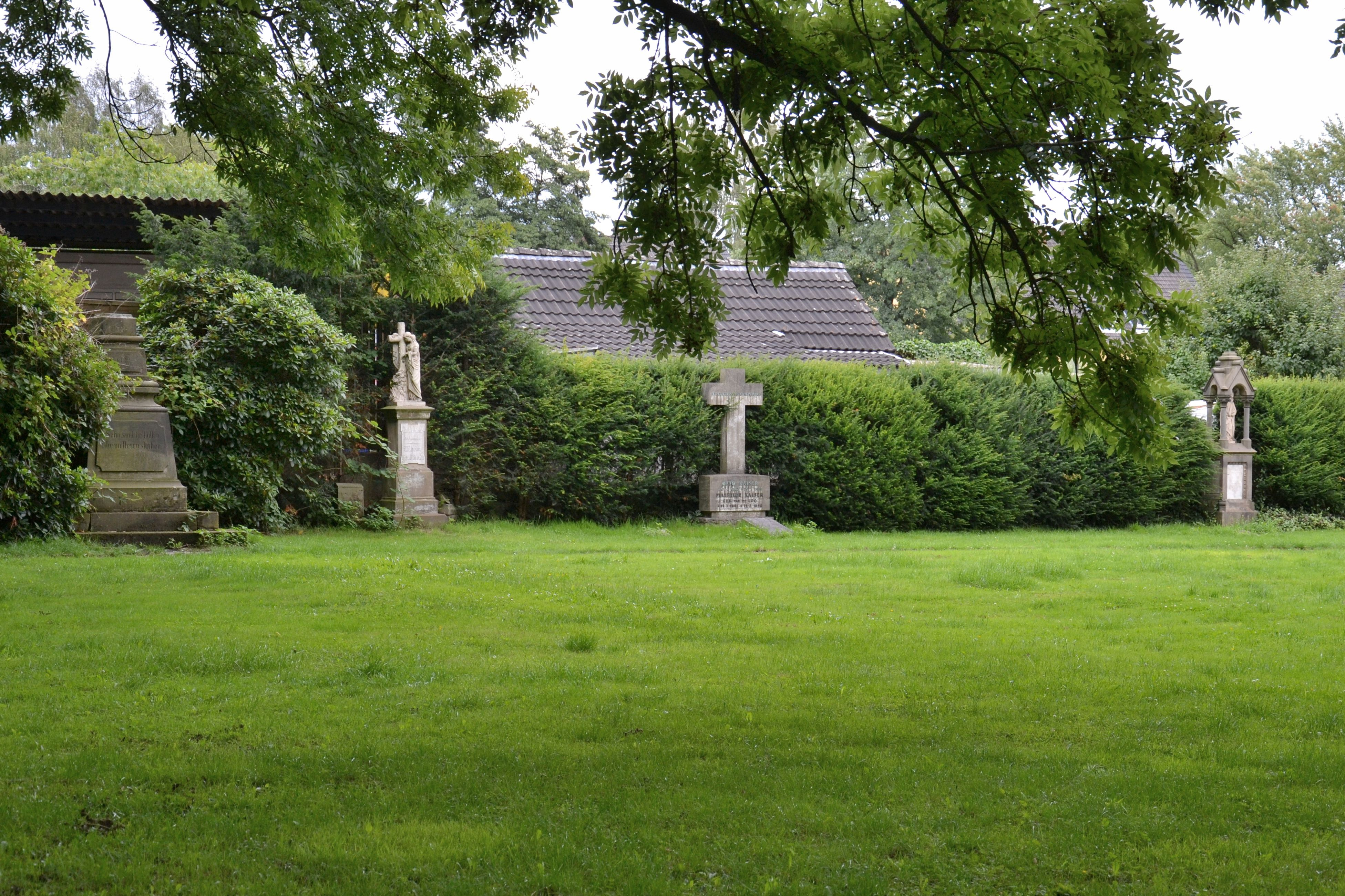
Alter Friedhof Huttrop

Der Alte Friedhof Huttrop wurde 1878 als kommunaler Gemeindefriedhof im heutigen Essener Stadtteil Huttrop angelegt. Huttrop war zu dieser Zeit Teil der Bürgermeisterei Stoppenberg, wobei Huttrop 1908 zur Stadt Essen eingemeindet wurde. 1991 entwidmet, ist aus der Begräbnisstätte eine Parkanlage entstanden, in der mehrere Grabmäler erhalten sind, die heute großenteils unter Denkmalschutz stehen.

## Geschichte

### Vorgeschichte
Vor Anlage der Begräbnisstätte wurden die Verstorbenen des noch sehr ländlich geprägten Huttrops auf einem seit 1863 bestehenden Friedhof vor dem Viehofer Tor der Essener Stadtmauer beigesetzt. Zu dieser Zeit hatte Huttrop etwas mehr als 500 Einwohner. Durch einsetzende Einwanderung von Arbeitern hauptsächlich für den boomenden Steinkohlenbergbau, aber auch für die sich rasch entwickelnde Stahlindustrie, lag die Zahl nur 14 Jahre später bei 1200 Einwohnern. So trieben 1877 die Bevölkerung und der Bürgermeister der Bürgermeisterei Stoppenberg, Joseph Hoeren, die Anlage eines Gemeindefriedhofes in Huttrop voran. Dieser wurde schließlich von der Aufsichtsbehörde in Düsseldorf genehmigt. Daraufhin kaufte die Gemeinde das im Ursprung quadratische Grundstück als ehemaliges Ackerland dem Huttroper Landwirt Bernhard Kaiser ab.

### Aufteilung und Lage

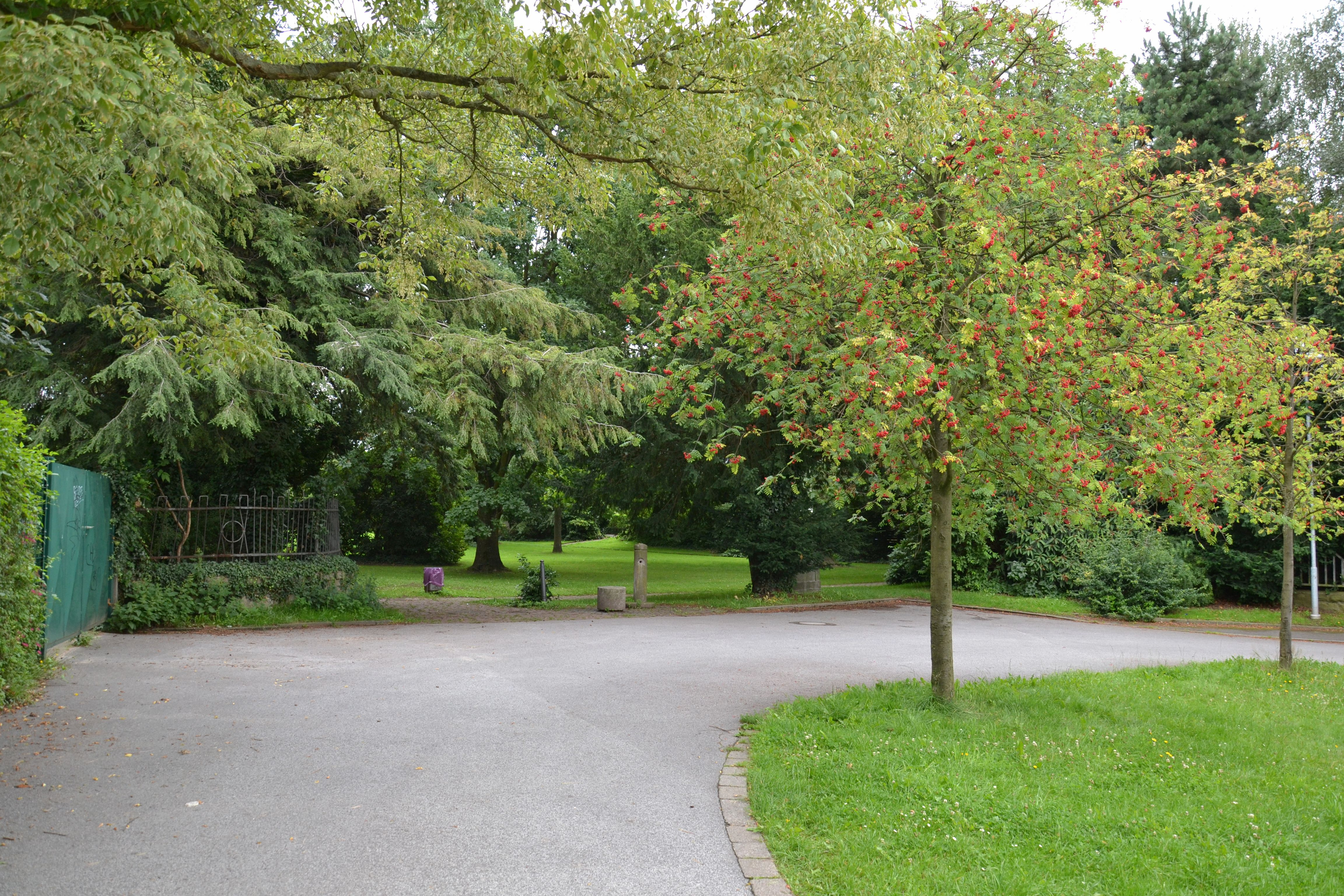
Ehemaliger Haupteingang von Westen

Das Friedhofsareal war ursprünglich nahezu quadratisch und wurde durch zwei sich mittig kreuzende Hauptwege in vier gleich große Quadrate gevierteilt. Ein zusätzlicher Weg verlief in einem Abstand von 15 Rheinfuß (etwa 4,7 Meter) innen zur Friedhofgrenze einmal um das Gelände herum. Die durch den Gemeinderat am 15. Juni 1878 beschlossene Friedhofsordnung sah vor, dass der schmale Streifen zwischen diesem Weg und der Einfriedung den Erbbegräbnisstätten vorbehalten war, die vier Quadrate innerhalb des Weges den Reihengräbern, wobei die beiden nördlichen Viertel zunächst als Gartenland an einen huttroper Lehrer verpachtet waren. Die beiden südlichen Grabfelder waren in ein evangelisches im Westen und ein katholisches im Osten aufgeteilt. Zudem war 1881 südlich dieser beiden Felder eine kleine Leichenhalle erbaut worden, die nicht mehr vorhanden ist. 1895 war das katholische Feld nahezu voll belegt, so dass ein Jahr später das nordöstliche Viertel des Friedhofsgeländes hinzugezogen wurde.
1903 wurde auch das letzte, bisher als Gartenland verpachtete, nordwestliche Viertel als Gräberfeld freigegeben. Jedoch wurden dort nicht, wie 1878 geplant, Reihengräber vergeben, sondern entlang der mittleren Hauptwege weitere Familiengruften angelegt. Das eigentliche, nordwestliche Friedhofsviertel wurde 1907 zur Schulhoferweiterung der katholischen Volksschule verwendet, die sich bereits seit 1871 nördlich des Friedhofes an der Steeler Chaussee befand. Das Gebäude existiert nicht mehr. Der so entstandene winkelförmige Grundriss des Friedhofes blieb in der heutigen Parkanlage erhalten. Er war durch zwei Wege mittig unterteilt, wodurch sich drei Quadrate ergaben. Diese Wege sind heute nicht mehr vorhanden. Zu jedem der Quadrate gibt es einen Eingang.
Der Haupteingang des Friedhofes lag ursprünglich mittig an seiner Westseite, dort, wo ein Feldweg nach Norden zur Steeler Chaussee, der heutigen Steeler Straße, verlief. Dieser erhielt 1897 den Namen Friedhofstraße und wurde 1916 in Seminarstraße umbenannt. Heute hat diese Straße einen anderen Verlauf und mündet in die Moltkestraße, die Verbindung zur Steeler Straße gibt es nicht mehr.

### Beisetzungen
Erste Bestattungen haben wahrscheinlich 1879 in Reihengräbern stattgefunden. Familiengräber hingegen entstanden ab 1883 im Osten, dort wo am 15. Juni 1888 das Friedhofskreuz aus Sandstein errichtet wurde. Wegen eines Schadens lagern der noch erhaltene Quer- und der untere Längsbalken auf dem Parkfriedhof. Der komplett erhaltene, 2,45 Meter hohe Piedestal trägt die Inschrift: Selig sind die Todten / die im Herrn sterben / Offb. Joh. 14.13. Postament und Kreuz hatten eine Gesamthöhe von 6,1 Metern.
Vom Friedhofskreuz nach Süden und dann nach Westen folgend sind diese Gräber im Erbbegräbnisstreifen nacheinander angelegt worden (Auszug): Gemeindevorsteher Wilhelm Hovescheidt, Landwirt Bernhard Kaiser (Verkäufer des Grundstücks für den Gemeindefriedhof), Robert Kopp, Theodor Huttrop, Witwe Gertrud Stattrop, Heinrich Tönnishoff, Heinrich Feldhaus, Witwe Catharina Becks, Franz Brünglinghaus, Barkhoff, Witwe Elisabeth Schnutenhaus, Kreter, Spennemann und als jüngste Gruft Uhlendahl.

### Zuständige Kirchen
Gottesdienste fanden seit 1892 in der zu dieser Zeit als St. Maria Rosenkranz geweihten Kirche des Franz Sales Hauses nördlich der Steeler Chaussee statt. 1928 bis 1929 wurde gegenüber dem Friedhofshaupteingang eine erste St.-Bonifatius-Kirche erbaut. Sie musste bereits 1965 aus Kapazitätsgründen wieder aufgegeben und abgebrochen werden. Seit 1961 steht der Nachfolgebau, die Pfarrkirche St. Bonifatius, in Form einer Basilika des Architekten Emil Steffann westlich der Moltkestraße.

### Schließung
Bis 1948 waren Bestattungen in Reihengräbern möglich. 1989 fand die letzte Beerdigung in einer Erbbegräbnisstätte statt.
1991 wurde der Alte Friedhof Huttrop entwidmet und zu einer öffentlichen Parkanlage umgestaltet. Dabei waren die Nutzungsrechte der Reihengräber längst abgelaufen und nicht verlängert worden, so dass die letzten Gräber bereits 1967 eingeebnet wurden. Eigentums- und Nutzungsrechte der Familien- oder Erbbegräbnisstätten werden immer auf die nächste Generation vererbt und waren daher nur durch die Schließung des Friedhofs begrenzt. Deshalb sind sie meist bis zuletzt erhalten geblieben.

#### Grabmäler unter Denkmalschutz
Mehrere Grabmäler der Familiengruften entlang der alten Friedhofsgrenze sind 2002 unter Denkmalschutz gestellt worden. Darunter auch das der Familie Huttrop, deren Hof Namensgeber der Bauerschaft und späteren Gemeinde ist. Auch die erhaltenen Teile des oben beschriebenen Friedhofskreuzes unterstehen dem Denkmalschutz.
Das Grabmal der Familie Brünglinghaus ist bereits seit 1998 denkmalgeschützt. Den ehemaligen huttroper Bauernhof Brünglinghaus im Bereich der heutigen Kreuzung Ruhrallee/Schinkelstraße, von dem keine Gebäudeteile mehr existieren, gab es bereits vor dem 10. Jahrhundert.

Grabmäler unter Denkmalschutz
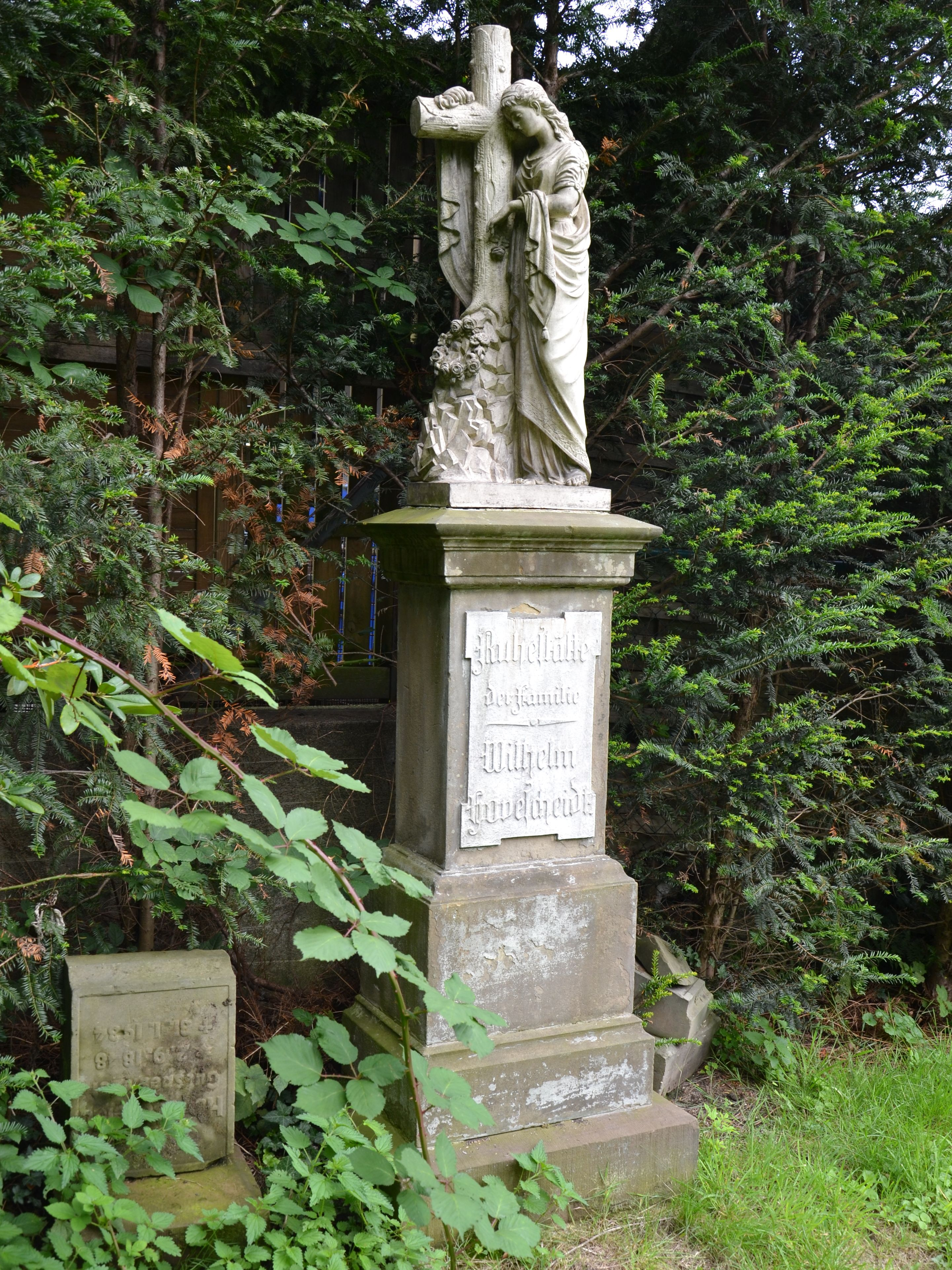
Familie Wilhelm Hovescheidt
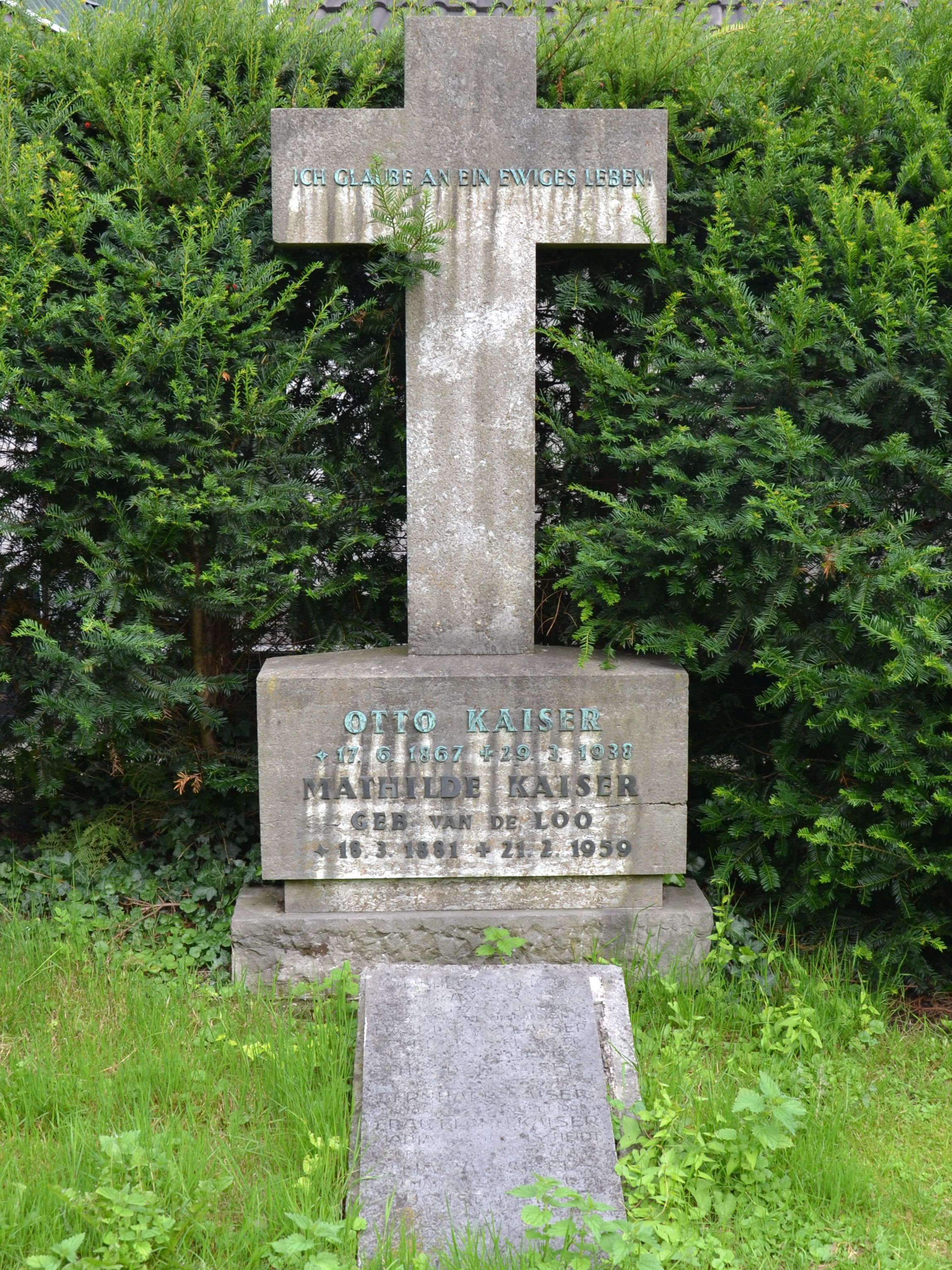
Otto und Mathilde Kaiser
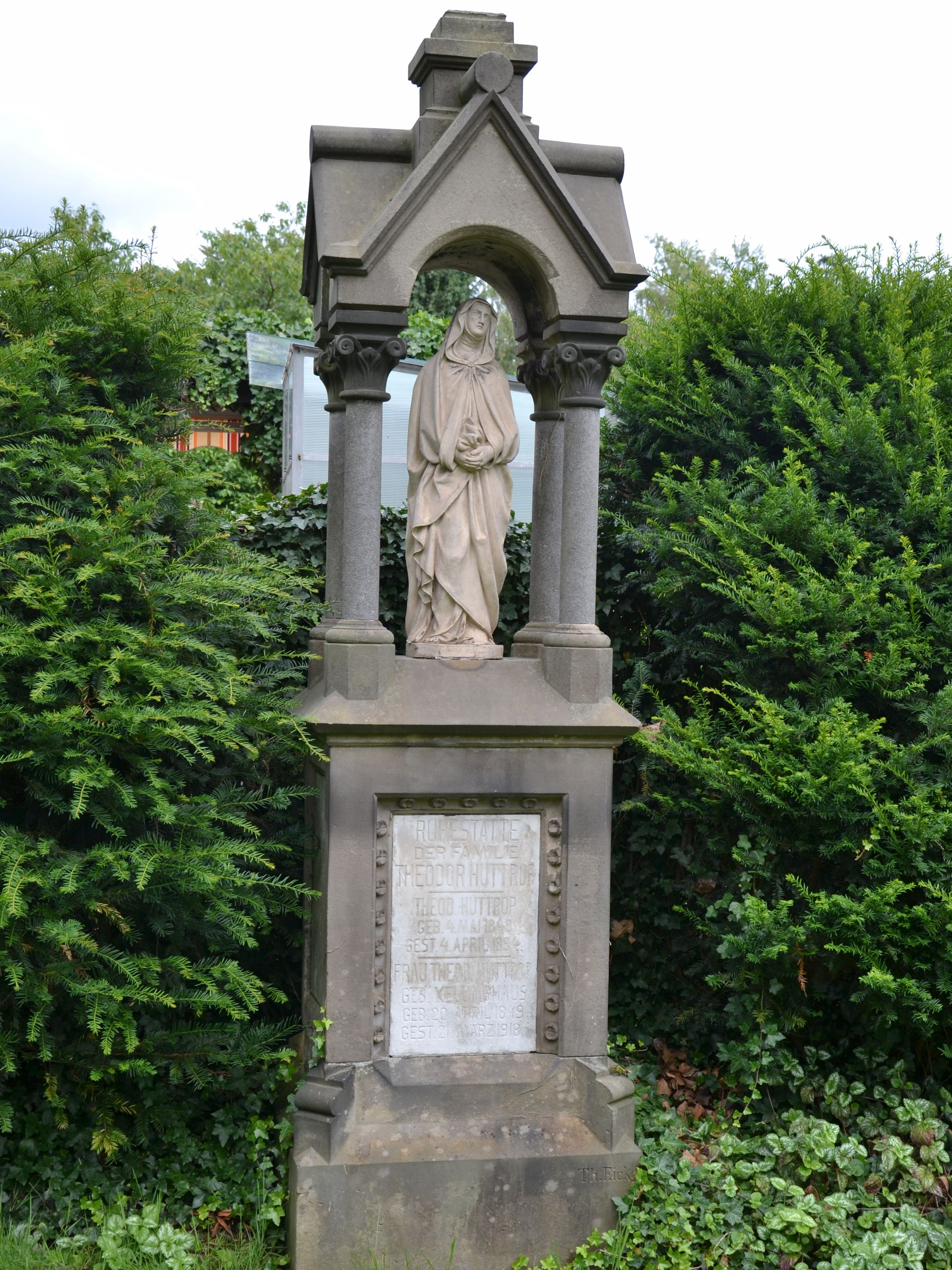
Familie Theodor Huttrop
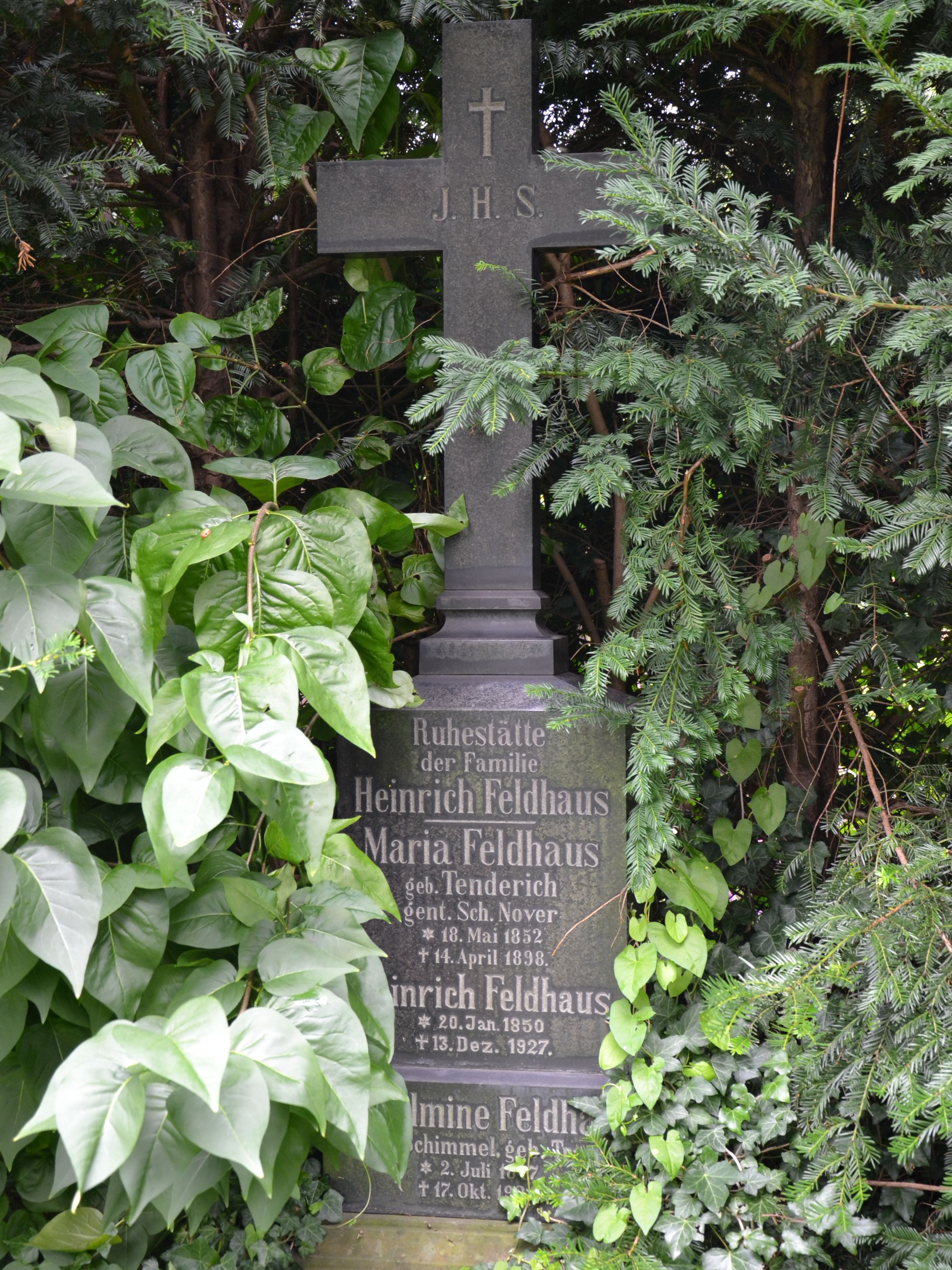
Heinrich und Maria Feldhaus
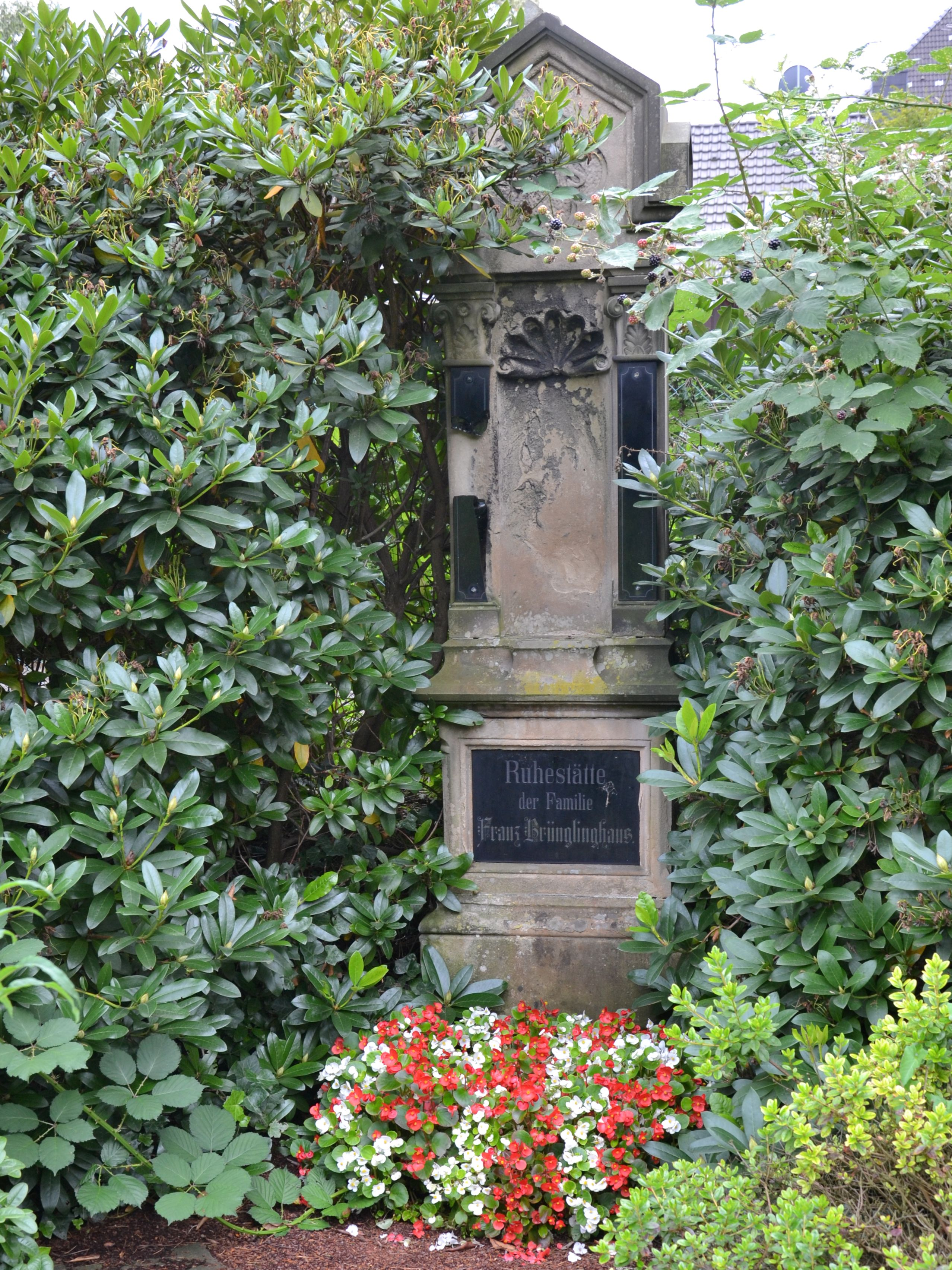
Familie Franz Brünglinghaus
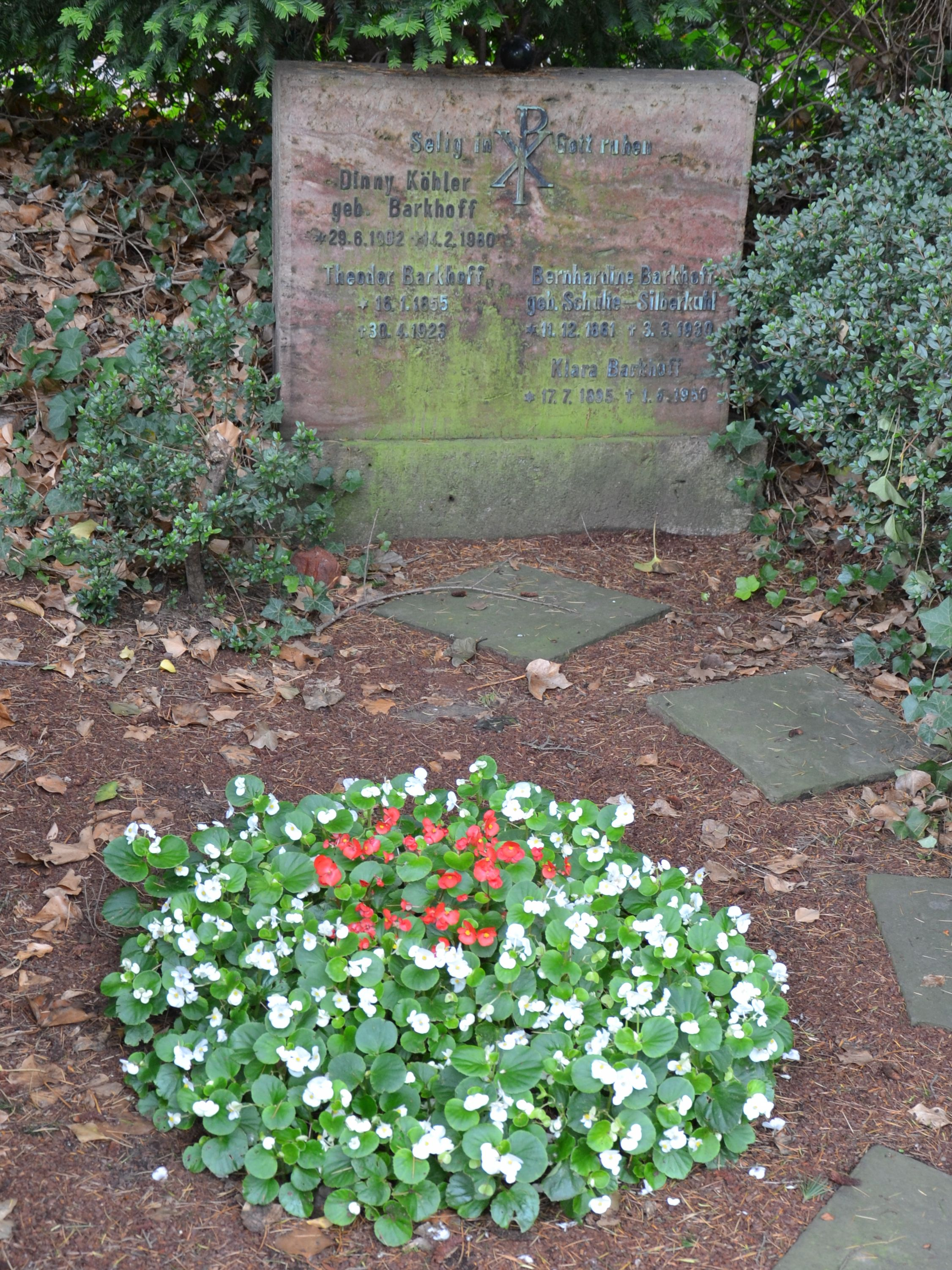
Theodor und Bernhardine Barkhoff
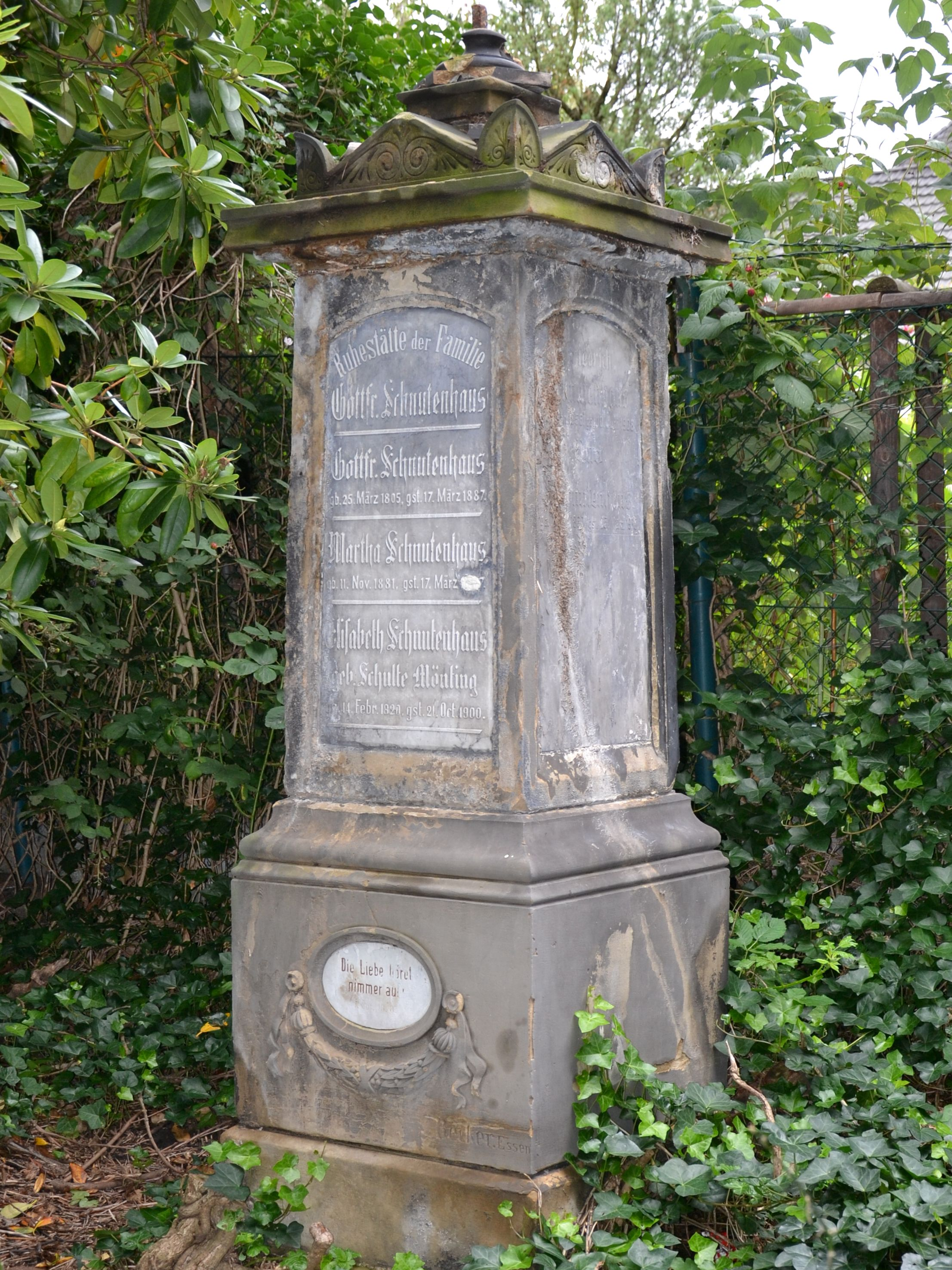
Gottfr. und Martha Schnutenhaus
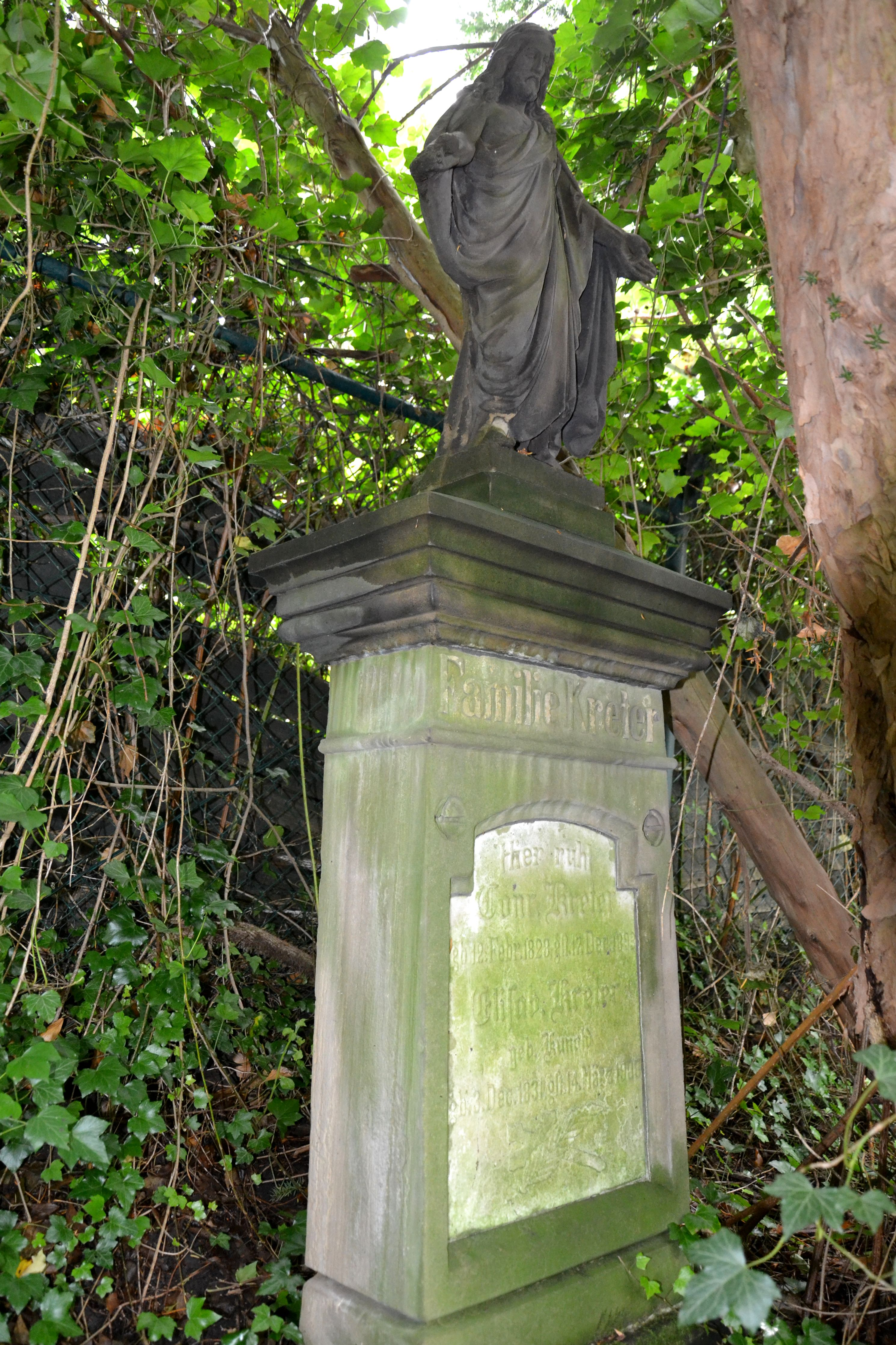
Conr. und Elisab. Kreter
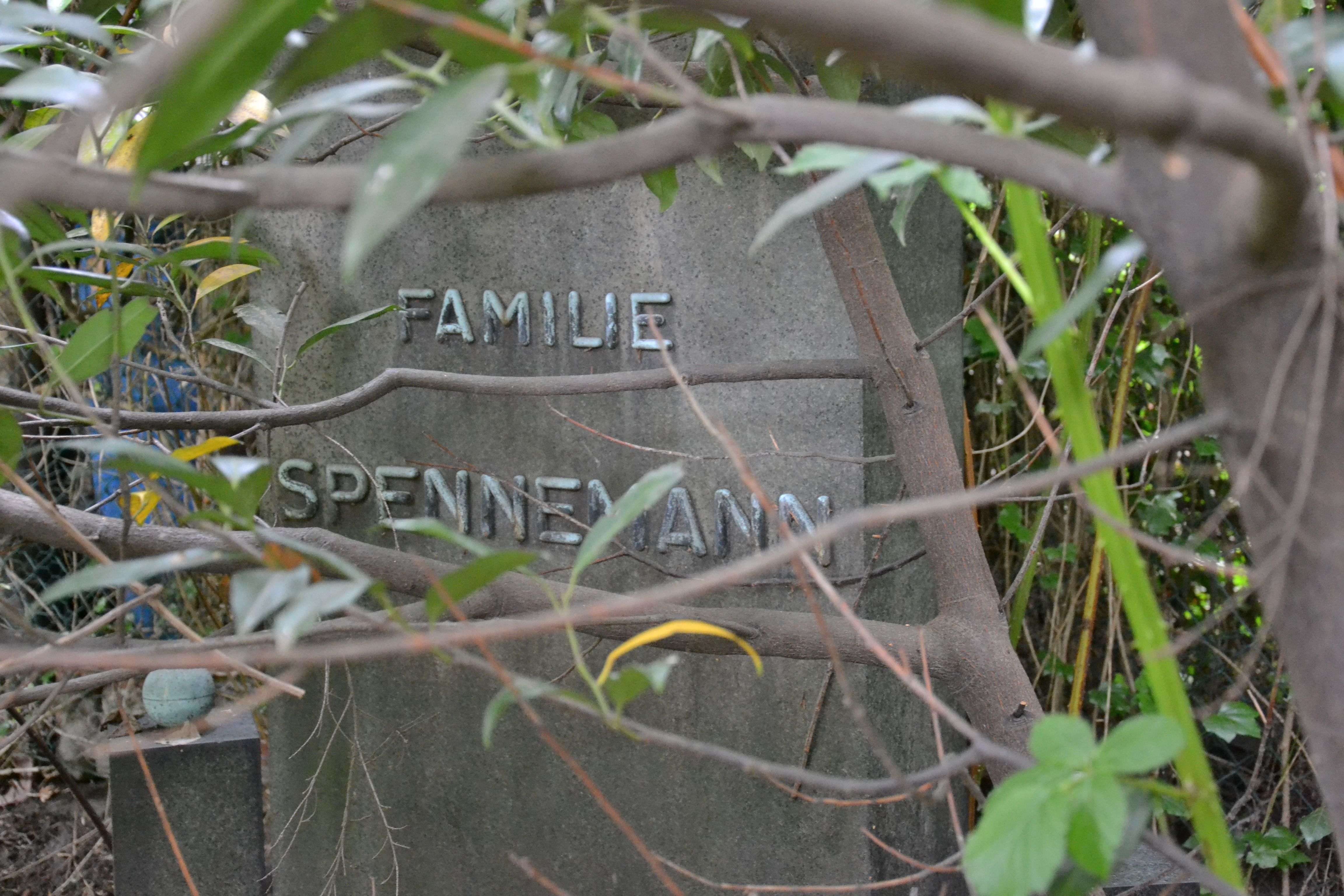
Familie Spennemann
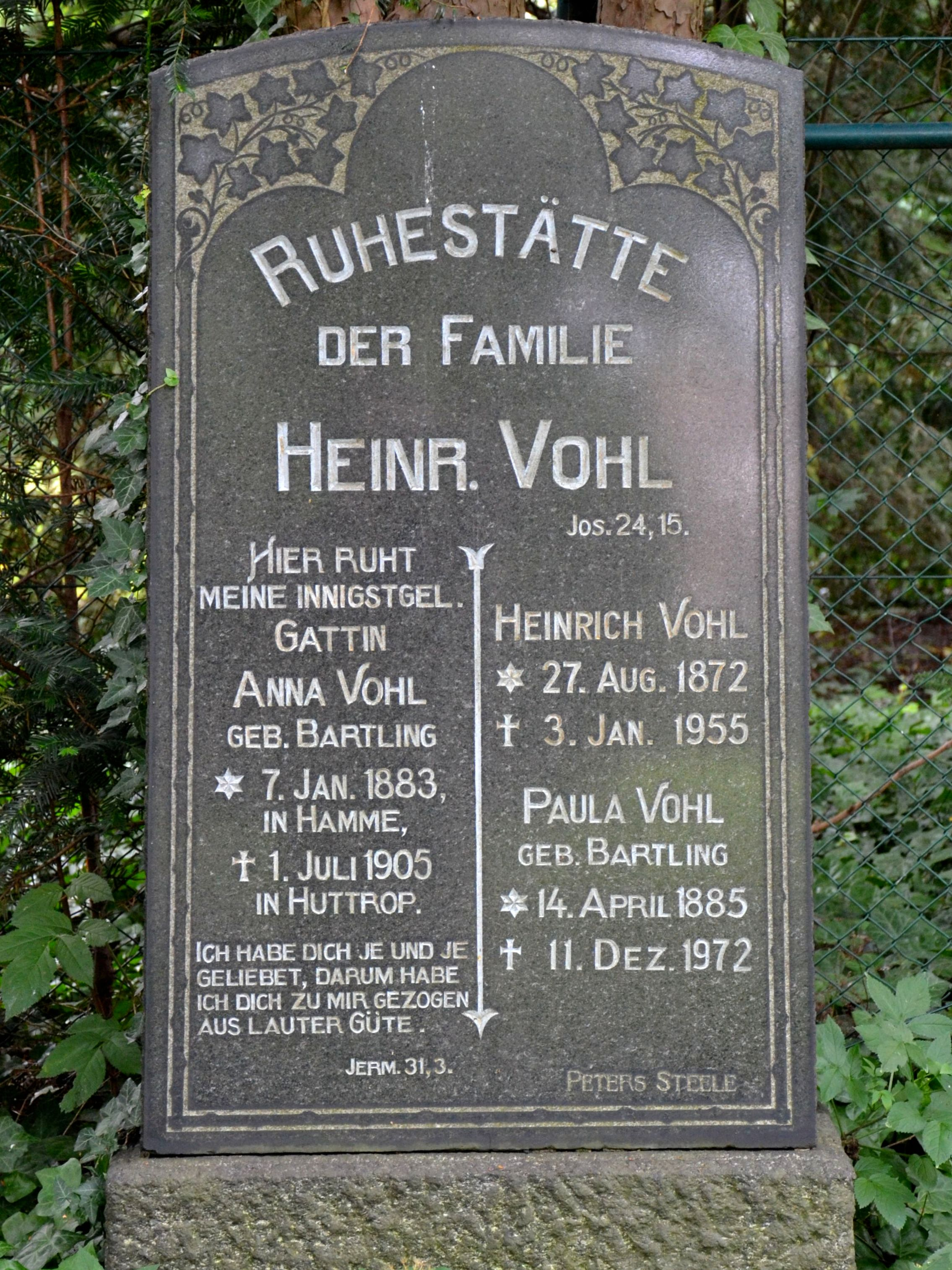
Heinrich und Anna Vohl
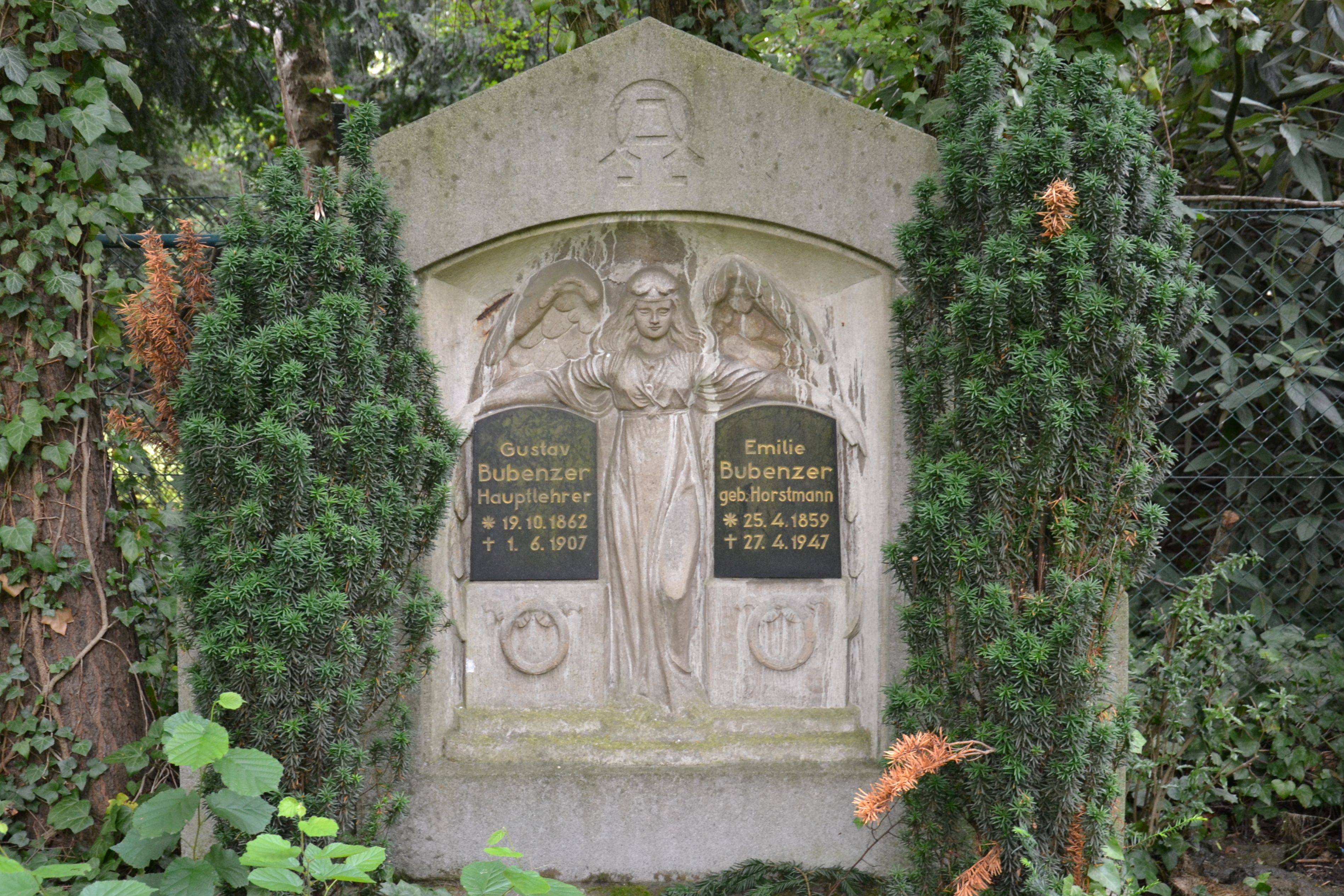
Gustav und Emilie Bubenzer
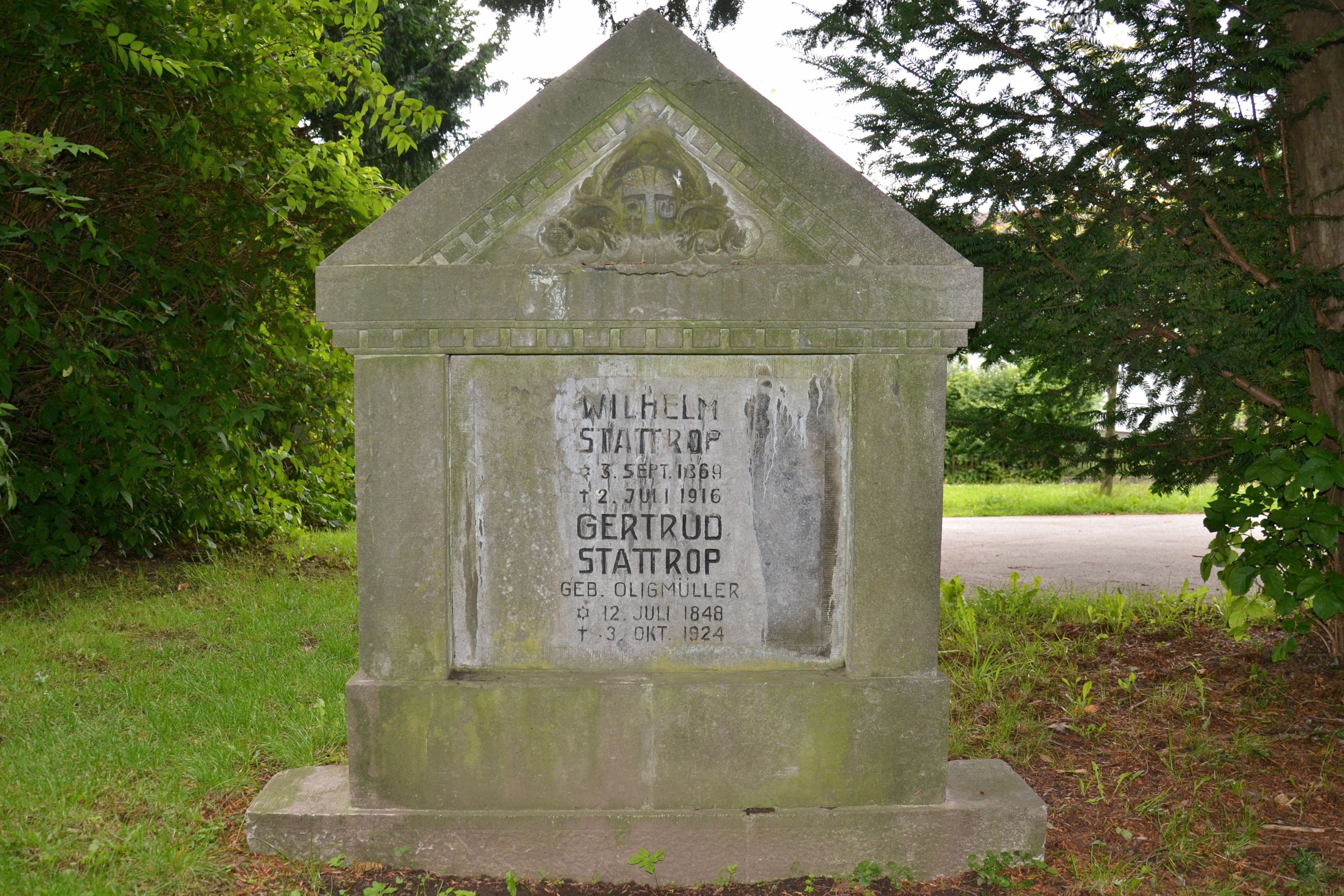
Wilhelm und Gertrud Stattrop
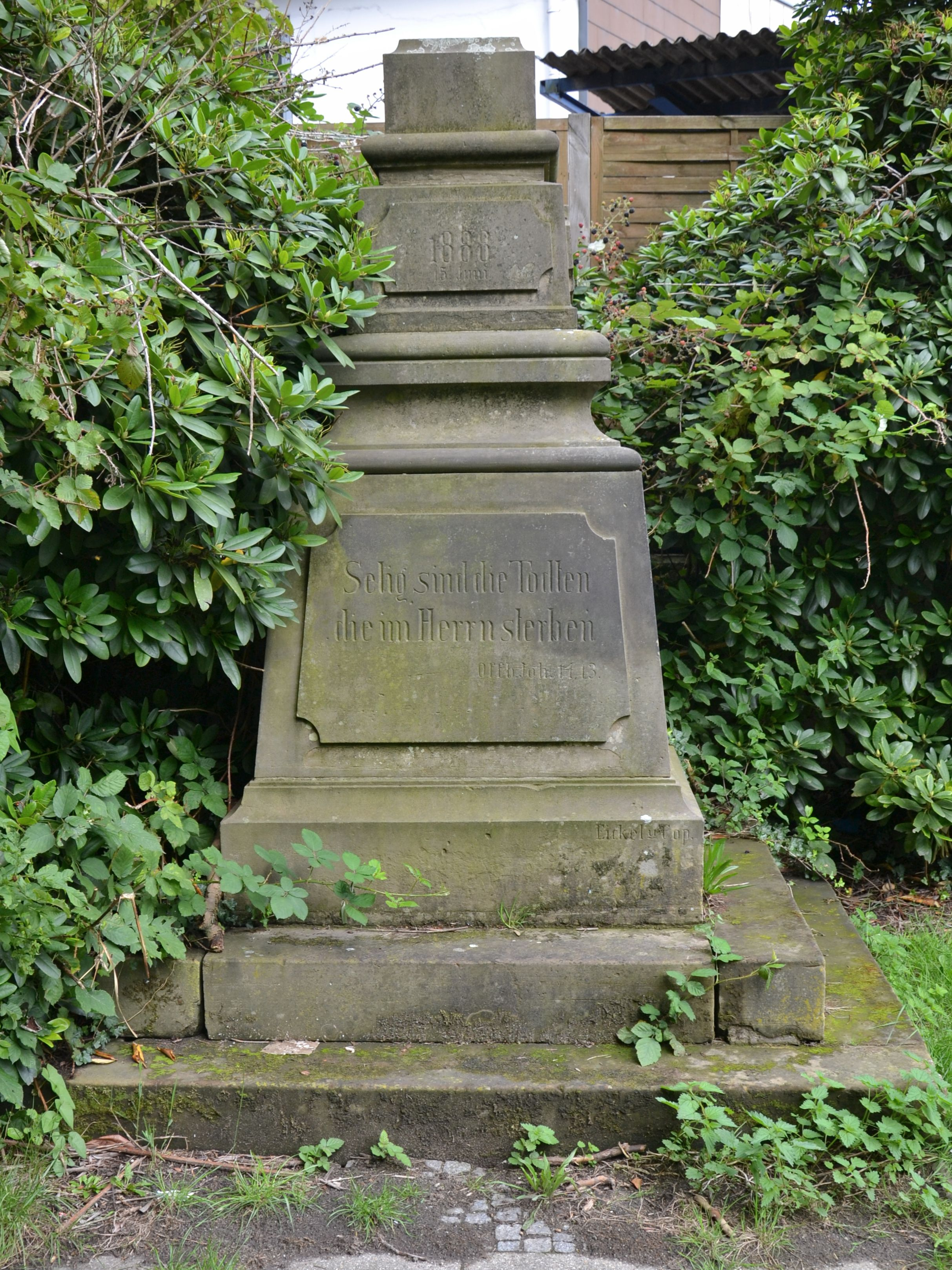
Postament des Friedhofskreuzes